# Alvar Aalto
Hugo Henrik Alvar Aalto, cunoscut mai ales ca Alvar Aalto (n. 3 februarie 1898, Kuortane, Marele Principat al Finlandei, Imperiul Rus – d. 11 mai 1976, Helsingfors, Finlanda), a fost un arhitect finlandez și un designer de obiecte casnice și mobilă extrem de influent al secolului 20, uneori numit Părintele modernismului în țările nordice.
Aalto a fost unul din cei mai importanți arhitecți (maestru) ai mișcării moderne scandinave în arhitectură și design, contribuind decisiv la afirmarea identității naționale a unei Finlande suverane. 

## Date biografice

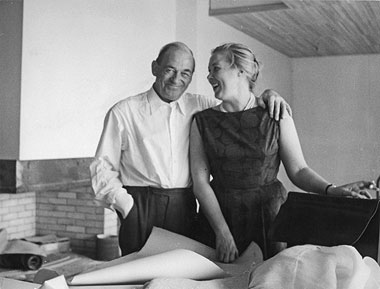
Alvar Aalto și soția sa, Aino Aalto

Aalto s-a născut în 1898 la Kuortane, în Marele Ducat al Finlandei, pa atunci parte a Imperiului rus,
ca fiul cel mai mare dintre patru copii. Tatăl său, Johan Henrik Aalto, geodez, vorbitor de finlandeză, iar mama sa, Selma Matilda "Selly", născută Hackstedt, era directoare de poștă, dintr-o familie vorbitoare de limba suedeză. La vârsta de 5 ani, Aalto s-a mutat cu familia la Alajärvi, iar apoi, la Jyväskylä, in Finlanda centrală. 
El a studiat la liceul din Jyväskylä, pe care l-a absolvit în 1916, și a luat lecții de desen cu artistul local Jonas Heiska. În 1916 s-a inscris la facultatea de arhitectură a Universității Tehnice din Helsinki, dar studiile i-au fost întrerupte de Războiul Civil Finlandez, la care a luat parte în cadrul Armatei Albe. Aalto a luptat în bătăliile de la Länkipohja și Tampere.
În 1921 Alvar Aalto a absolvit Institutul Tehnic din Helsinki, iar în 1925 s-a căsătorit cu Aino Marsio, care i-a fost colaboratoare.
Aalto a realizat construcții și a creat diferite obiecte care vădesc preocuparea pentru simplitate, ergonomie, respectiv pentru încadrarea estetică, economică și funcțională în mediu. Aalto a planificat Centrul Cultural și Palatul Finlandia din Helsinki, opera din Essen și multe blocuri de locuințe în Jyväskylä, unde și-a petrecut mult timp din viață.  Opera sa cuprinde piese de arhitectură, mobilier și sticlă, folosite la decorări interioare, respectiv proiecte de design conceptual, pragmatic și vizionar.

## Opere
Hartă cu opere ale lui Alvar Aalto
|  |

Avesta

Aaltohuset, 1957-1961

Bazoches-sur-Guyonne

Maison Louis Carrè, 1959-1961

Berlin

Edificiu rezidențial în cartierul Hansa, 1955-57

Brema

Aalto-Hochhaus, 1958-1962

Cambridge, Statele Unite

Dormitoare la MIT, 1947

Espoo

Stadionul din Otaniemi, 1954

Essen, Germania

Teatrul Aalto, 1983-1988

Helsinki

Biserica din Töölö, 1927

Institutul finlandez pentru pensiunile populare, 1952-56

Casă de cultură la Helsinki, 1952-1958

Campusul Universității Tehnice din Helsinki, 1953-1973

Palatul Enso-Gutzeit din Helsinki, 1959-1962

Casa Finlandia, 1962-1971

Imatra

Biserica din Vuoksenniska [Biserica celor Trei Cruci], 1958

Jyväskylä

Casa Nuora, 1923-1924

Casa poporului, 1924-1925

Muzeul Alvar Aalto, 1973

Kotka

Centrul industrial al celulozei, 1938

Mount Angel, Statele Unite

Abbey Library, 1970,

Muurame

Biserica din Muurame, 1926-1929

Muuratsalo

Casa experimentală, 1953

Noormarkku

Villa Mairea, 1938

Paimio

Sanatoriul din Paimio, 1929-1933

Reykjavík

Aria universitară din Reykjavík, 1975-1976

Casa Nordică, 1968

Riola di Vergato

Biserica Adormirii Maicii Domnului, 1975-1980

Seinäjoki

Primăria, 1957–1967

Viipuri

Biblioteca municipală, 1933-1935

Wolfsburg

Centrul cultural, 1958-1963

Heilig-Geist-Kirche, 1958-1962
|  |

Avesta

Aaltohuset, 1957-1961

Format:Simbol Bazoches-sur-Guyonne

Maison Louis Carrè, 1959-1961

Format:Simbol Berlino

Edificiu rezidențial în cartierul Hansa, 1955-57

Format:Simbol Brema

Aalto-Hochhaus, 1958-1962

Cambridge, Stati Uniti

Dormitori del MIT, 1947

Format:Simbolo Espoo

Stadio di Otaniemi, 1954

Essen, Germania

Teatro Aalto, 1983-1988

Format:Simbolo Helsinki

Chiesa di Töölö, 1927

Istituto finlandese per le pensioni popolari, 1952-56

Casa della cultura a Helsinki, 1952-1958

Campus del Politecnico di Helsinki, 1953-1973

Palazzo Enso-Gutzeit a Helsinki, 1959-1962

Casa Finlandia, 1962-1971

Format:Simbolo Imatra

Chiesa di Vuoksenniska [Chiesa delle Tre Croci], 1958

Format:Simbolo Jyväskylä

Casa Nuora, 1923-1924

Casa del popolo, 1924-1925

Museo Alvar Aalto, 1973

Format:Simbolo Kotka

Centro industriale della cellulosa, 1938

Mount Angel, Stati Uniti

Abbey Library, 1970,

Muurame

Chiesa di Muurame, 1926-1929

Format:Simbolo Muuratsalo

Casa sperimentale, 1953

Format:Simbolo Noormarkku

Villa Mairea, 1938

Format:Simbolo Paimio

Sanatorio di Paimio, 1929-1933

Reykjavík

Area universitaria di Reykjavík, 1975-1976

Nordic House, 1968

Format:Simbolo Riola di Vergato

Chiesa di Santa Maria Assunta, 1975-1980

Format:Simbolo Seinäjoki

Municipio, 1957–1967

Format:Simbolo Viipuri

Biblioteca municipale, 1933-1935

Wolfsburg

Centro culturale, 1958-1963

Heilig-Geist-Kirche, 1958-1962

## A se vedea și
- Vas Aalto
- Design scandinav

## Galerie imagini

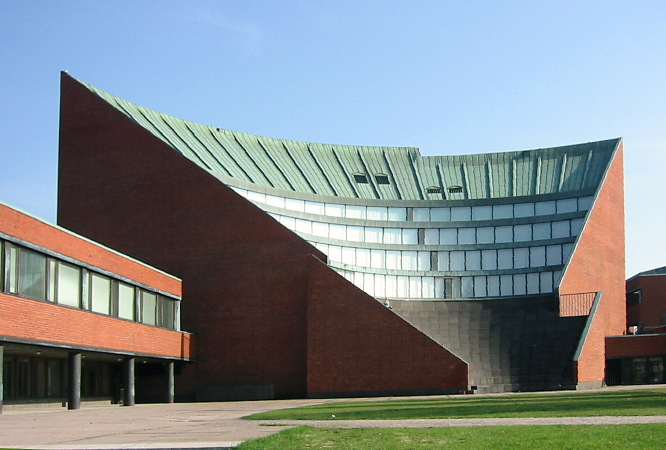
Universitatea Tehnică din Helsinki (1949-1966)
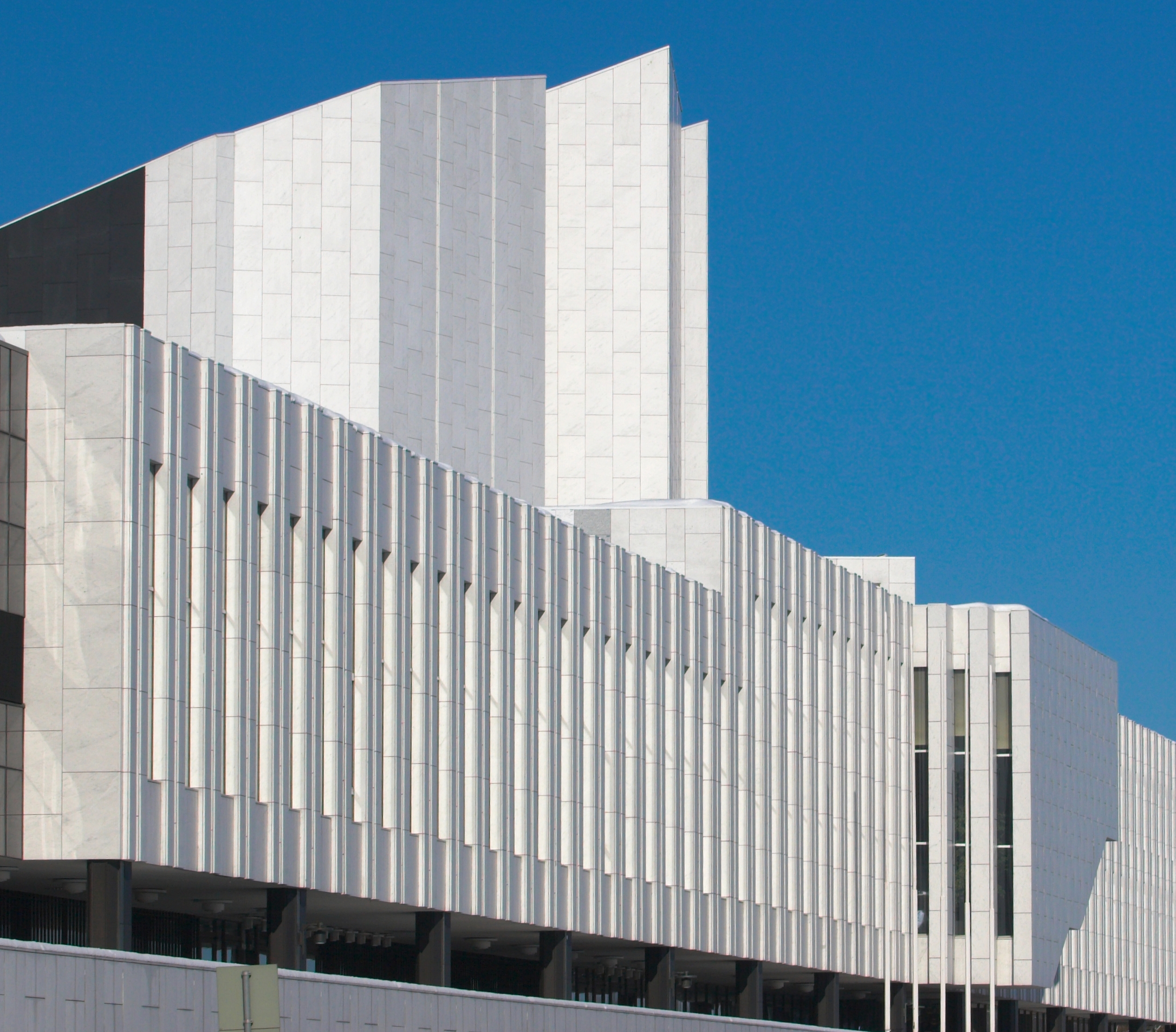
Palatul Finlandia din Helsinki (1971)
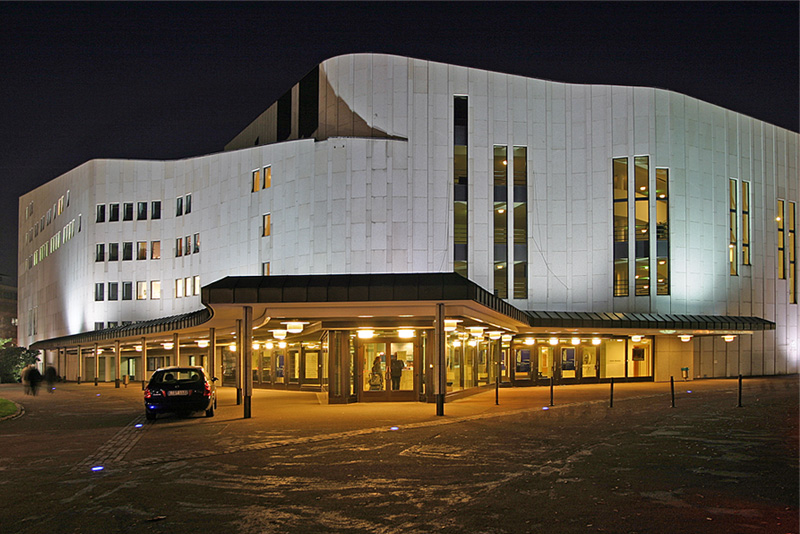
Opera din Essen, Germania (1964)
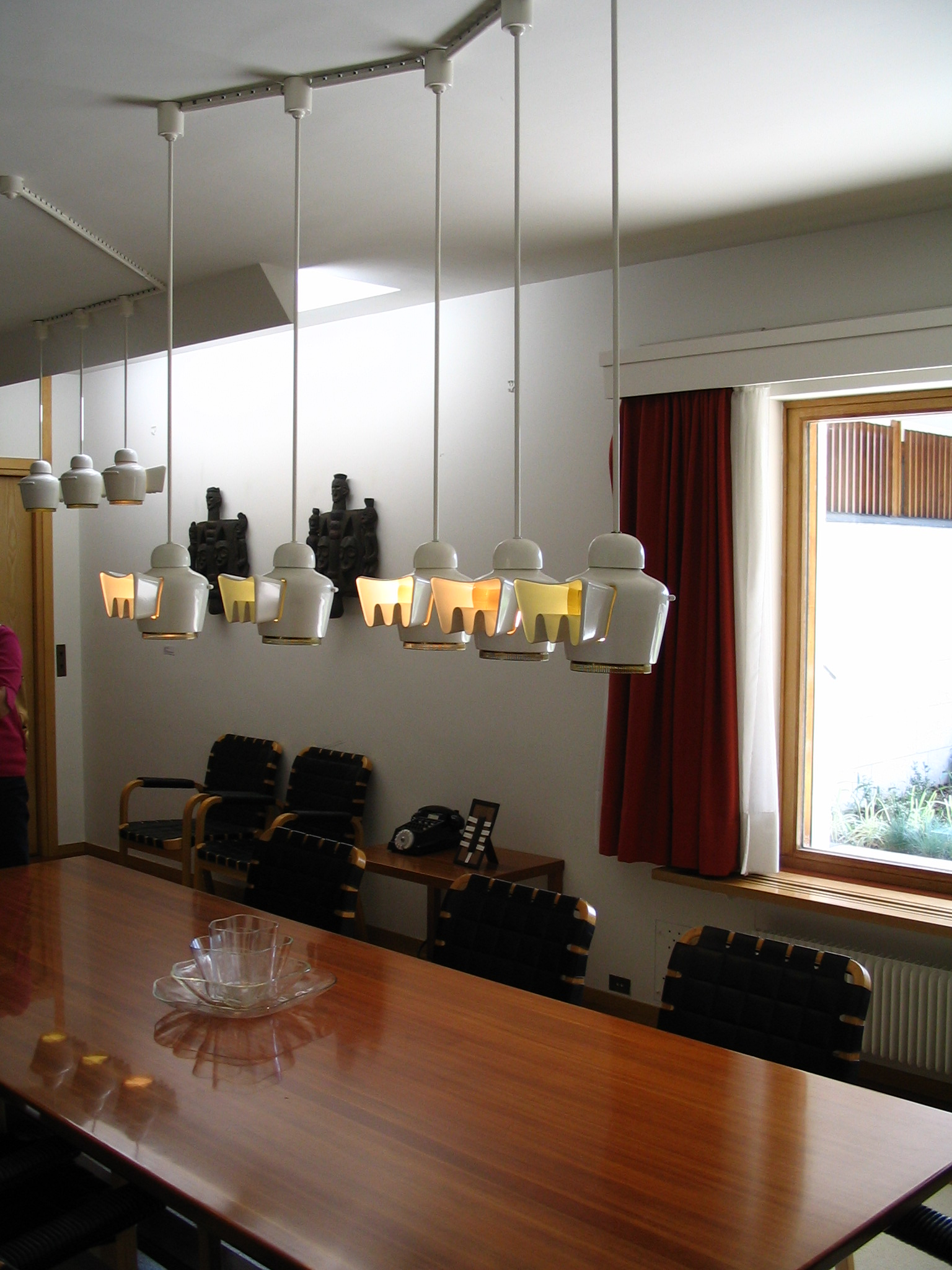
Mobilier și lumini Casa Louis Carré